# 帕拉山脈

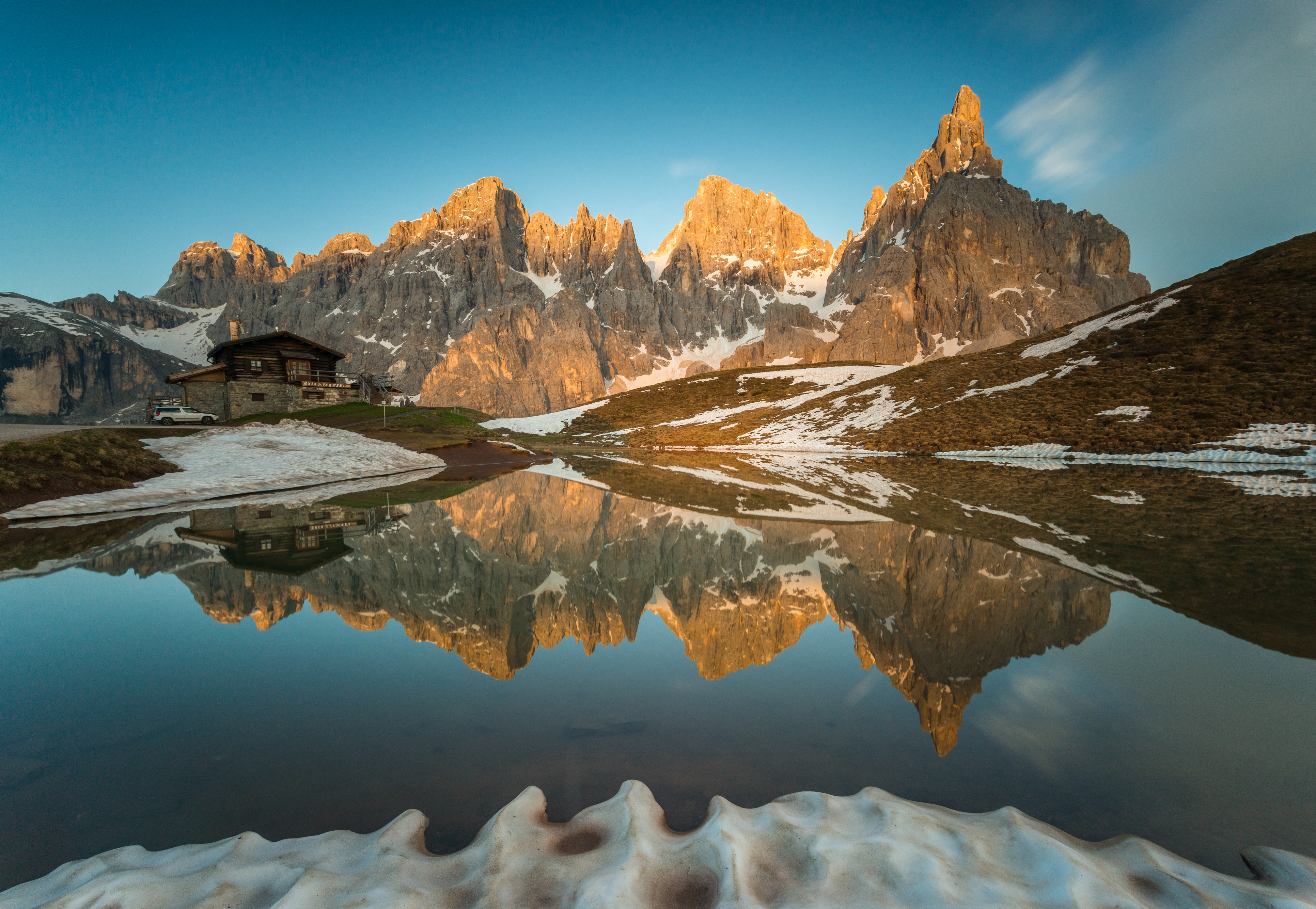

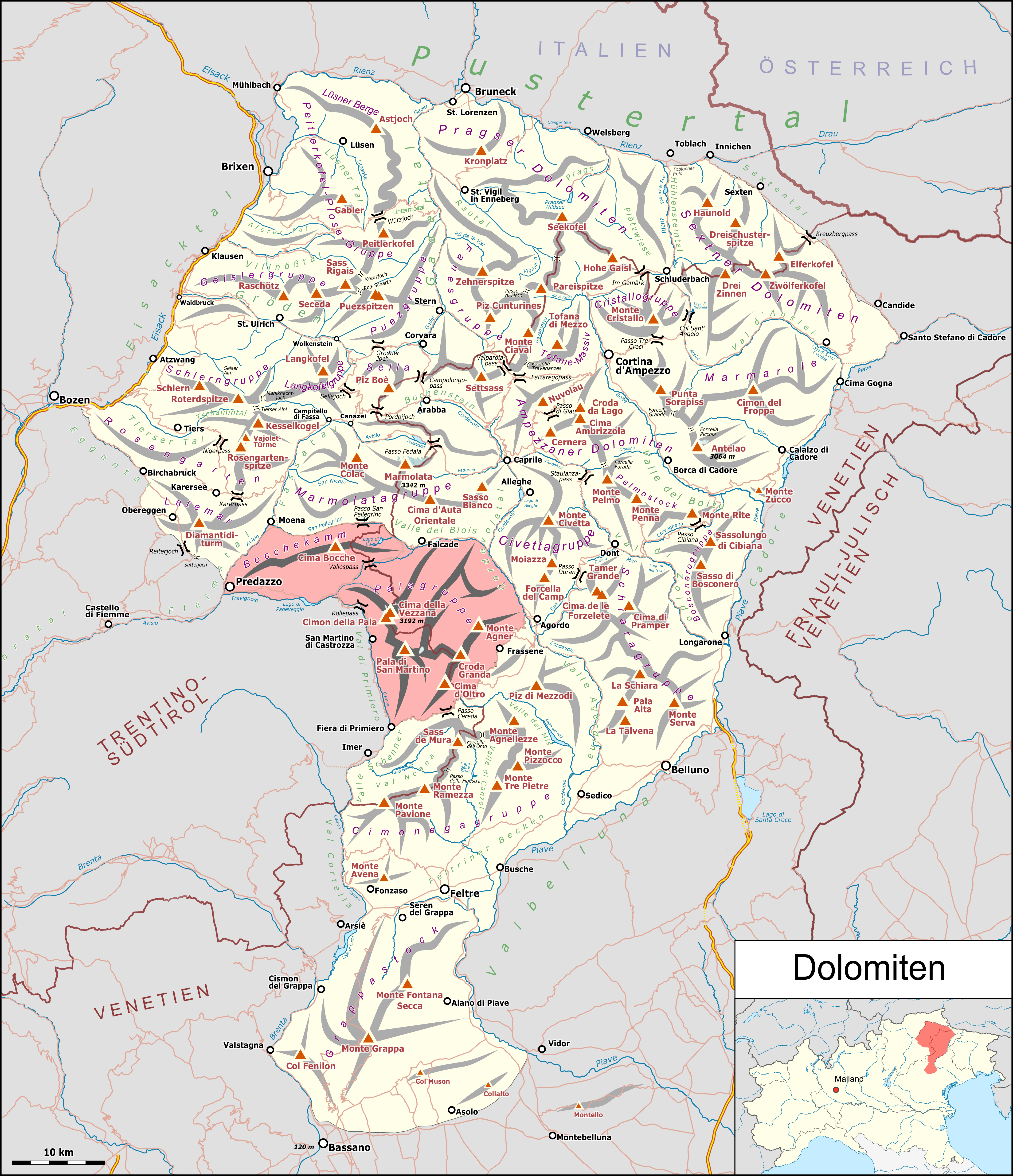

46°16′N 11°52′E / 46.267°N 11.867°E
帕拉山脈（德語：Palagruppe）是意大利的山脈，位於該國東北部，處於特倫托自治省和貝盧諾省接壤的邊界，屬於多洛米蒂山的一部分，最高點海拔高度3,192米的韋扎納峰。